# Blas Cantó
Blas Cantó (født 26. oktober 1991) er en spansk sanger, der skulle have repræsenteret Spanien ved Eurovision Song Contest 2020 i Rotterdam, der imidlertid blev aflyst på grund af COVID-19-pandemien. I stedet er han af spansk TV blevet internt udvalgt til at repræsentere landet ved Eurovision Song Contest 2021 med en endnu ikke offentliggjort sang.